# Dystorsja

Dystorsja, dystorsja pola – wada optyczna układu optycznego polegająca na różnym powiększeniu obrazu w zależności od jego odległości od osi optycznej instrumentu.
Jeżeli zmienia się ogniskową obiektywu lub okularu instrumentu, to im dalej od osi optycznej (środka obrazu), tym wyraźniej mogą powstawać zniekształcenia obrazu, co szczególnie rażące może być na brzegu pola widzenia. W zależności od kształtu zniekształcenia wyróżnia się dystorsję beczkową i poduszkową, w których prostokąt zmienia kształt w beczkę albo w poduszkę. Rzadko spotykanym rodzajem dystorsji, świadczącym o wadzie układu optycznego jest dystorsja falista. 
W obiektywach typu rybie oko celowo nie koryguje się dystorsji.

Zdjęcia z dystorsją
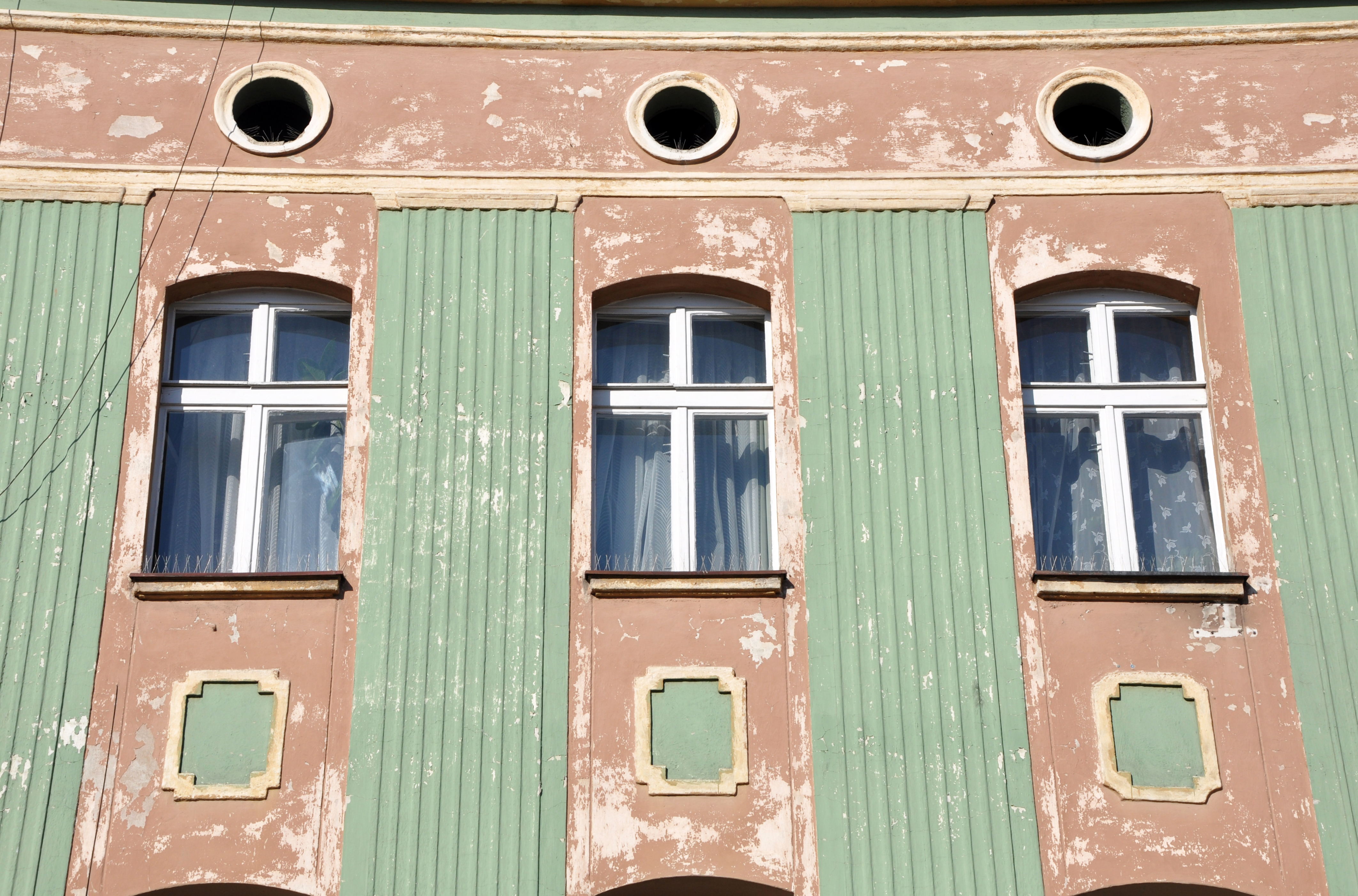
Dystorsja poduszkowa
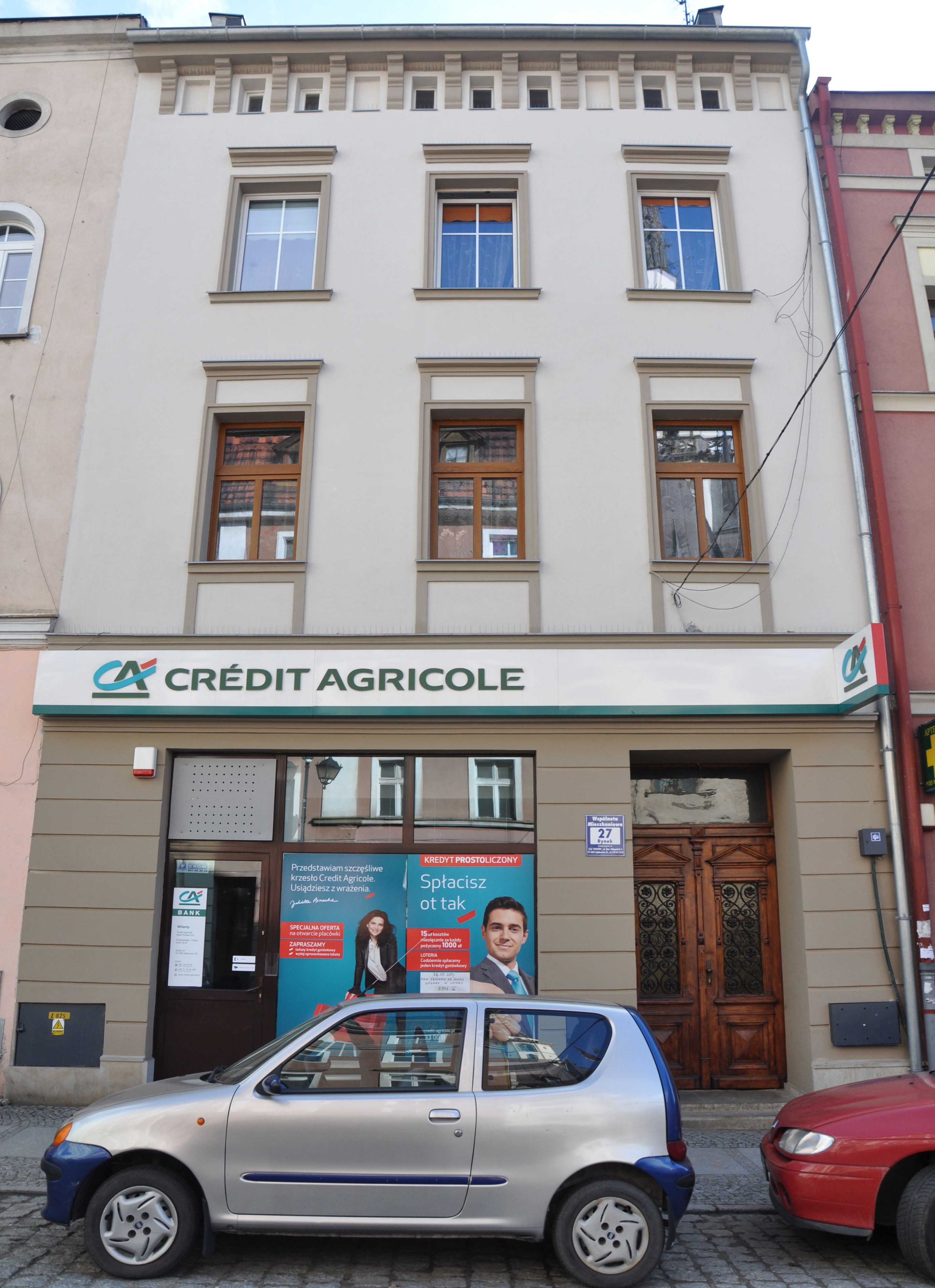
Dystorsja beczkowa
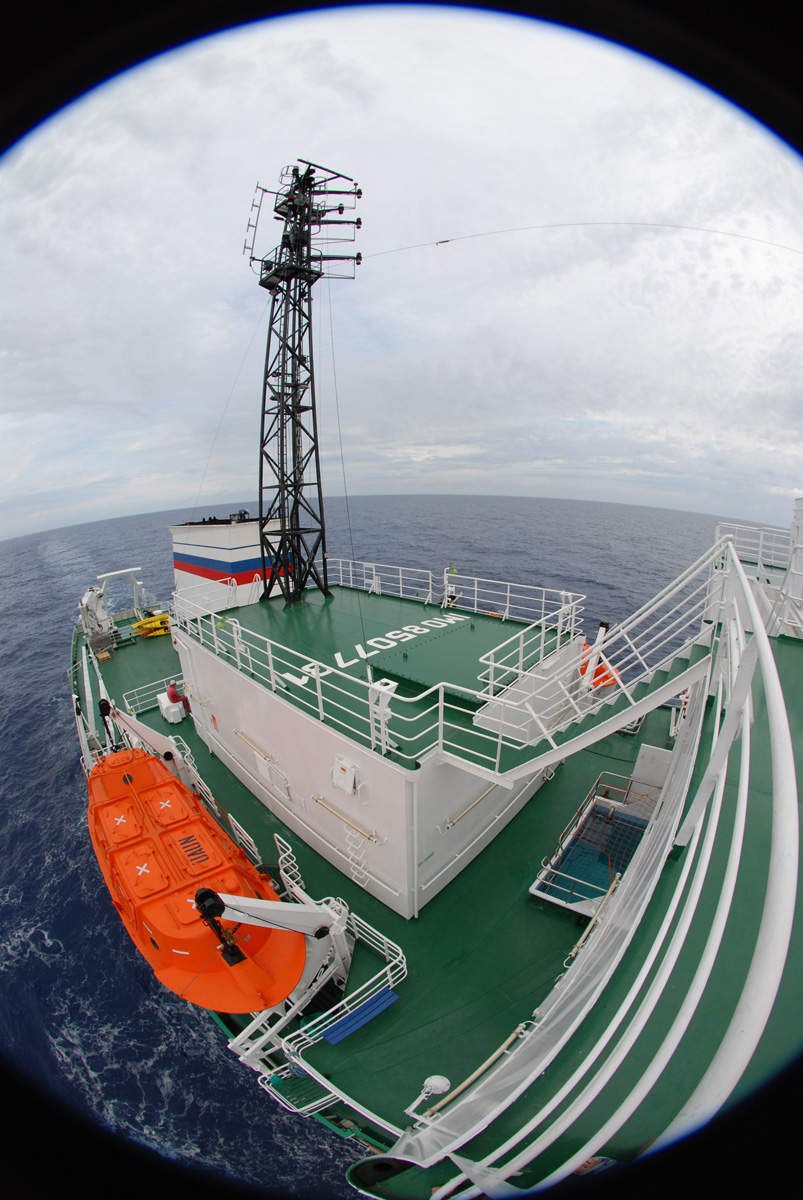
Obiektyw rybie oko
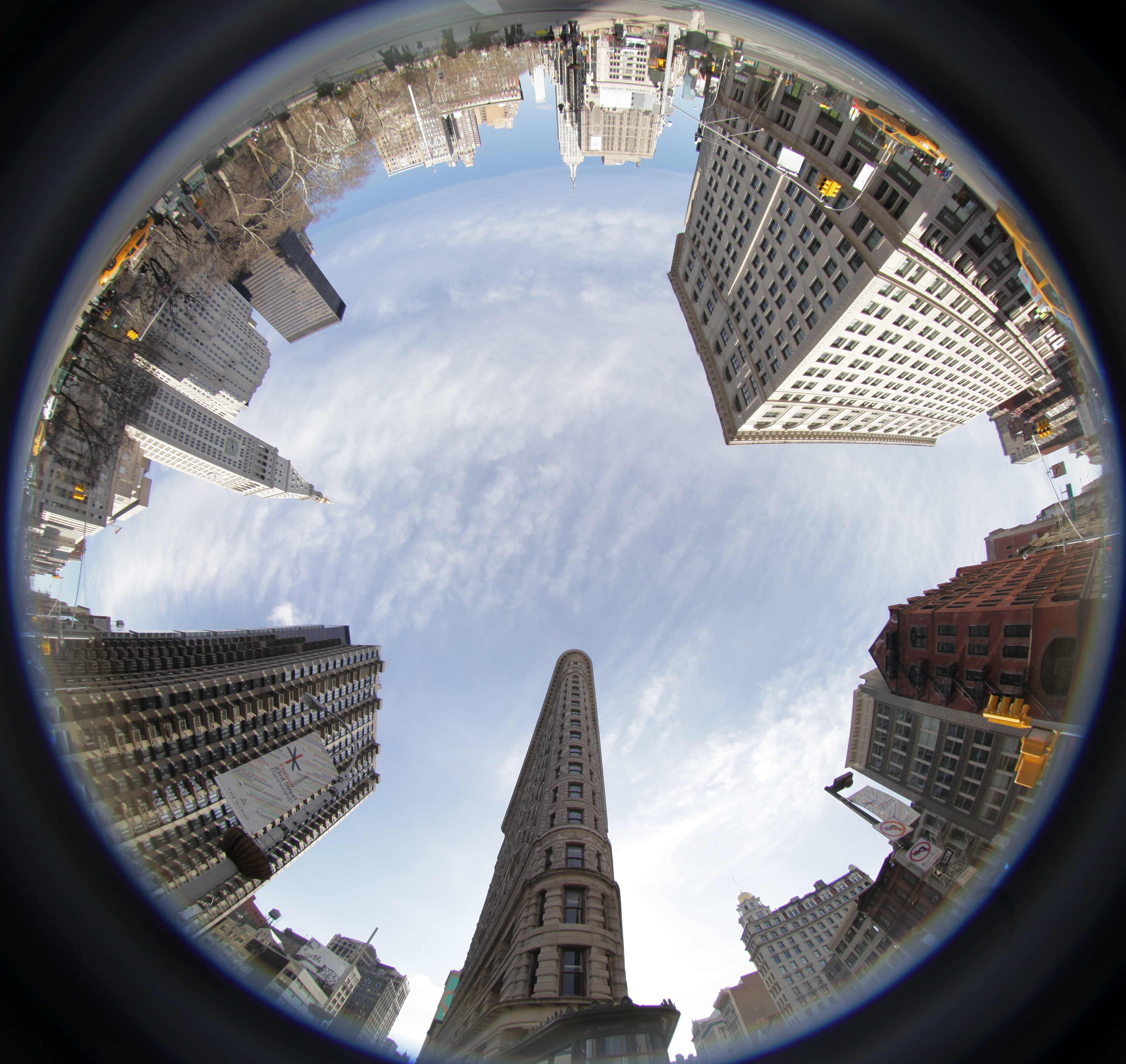
Obiektyw rybie oko